# Mộc qua Kavkaz
Mộc qua Kavkaz (danh pháp hai phần: Cydonia oblonga) là loài duy nhất của chi Cydonia và là bản địa của khu vực ôn đới ấm tây nam châu Á trong khu vực Kavkaz. Nó là cây thân gỗ nhỏ với lá sớm rụng, cao 5–8 m và tán lá rộng 4–6 m, có họ hàng gần với táo tây và lê, và tương tự như chúng là có quả dạng quả táo, màu vàng kim tươi khi chín, dài 7–12 cm và rộng 6–9 cm.
Quả chưa chín màu xanh lục, với các lông tơ màu xám trắng dày dặc bị xóa sạch phần lớn trước khi quả chín vào cuối mùa thu, khi quả chuyển màu thành màu vàng với cùi thịt cứng với hương thơm. Các lá đơn mọc so le, dài 6–11 cm, mép lá nguyên và có phủ dày các lông tơ mịn màu trắng. Hoa nở vào mùa xuân, sau khi ra lá, màu trắng hay hồng, đường kính 5 cm, với 5 cánh hoa.
Mộc qua Kavkaz bị ấu trùng của một số loài cánh vẩy (Lepidoptera) phá hoại, như Euproctis chrysorrhoea, Bucculatrix bechsteinella, Bucculatrix pomifoliella, Coleophora cerasivorella, Coleophora malivorella, Chloroclystis rectangulata và Operophtera brumata.
Bốn loài mộc qua khác trước đây được đặt trong chi Cydonia hiện nay đã được chuyển sang các chi tách biệt. Chúng là mộc qua Trung Quốc (Pseudocydonia sinensis), loài bản địa Trung Quốc, và ba loài mộc qua hoa của miền đông châu Á trong chi Chaenomeles. Một loại cây khác không có quan hệ họ hàng là bầu nâu (tên khoa học: Aegle marmelos thuộc họ Rutaceae), đôi khi cũng được gọi là "Bengal quince" trong tiếng Anh (dịch thô là mộc qua Bengal).
Tiếng Việt còn gọi cây này là mộc đào hay tra.

## Gieo trồng và sử dụng

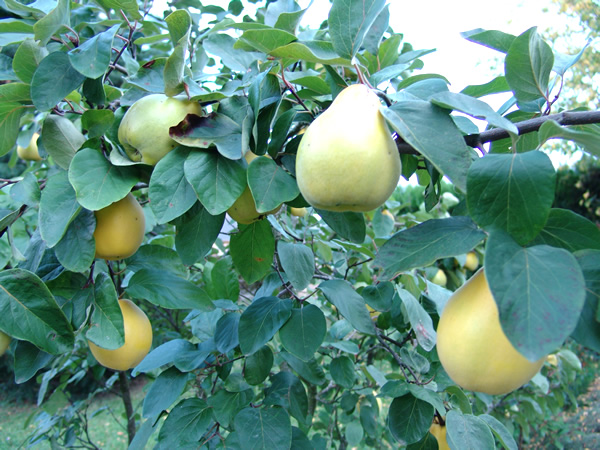
Lá và quả mộc qua đang chín.

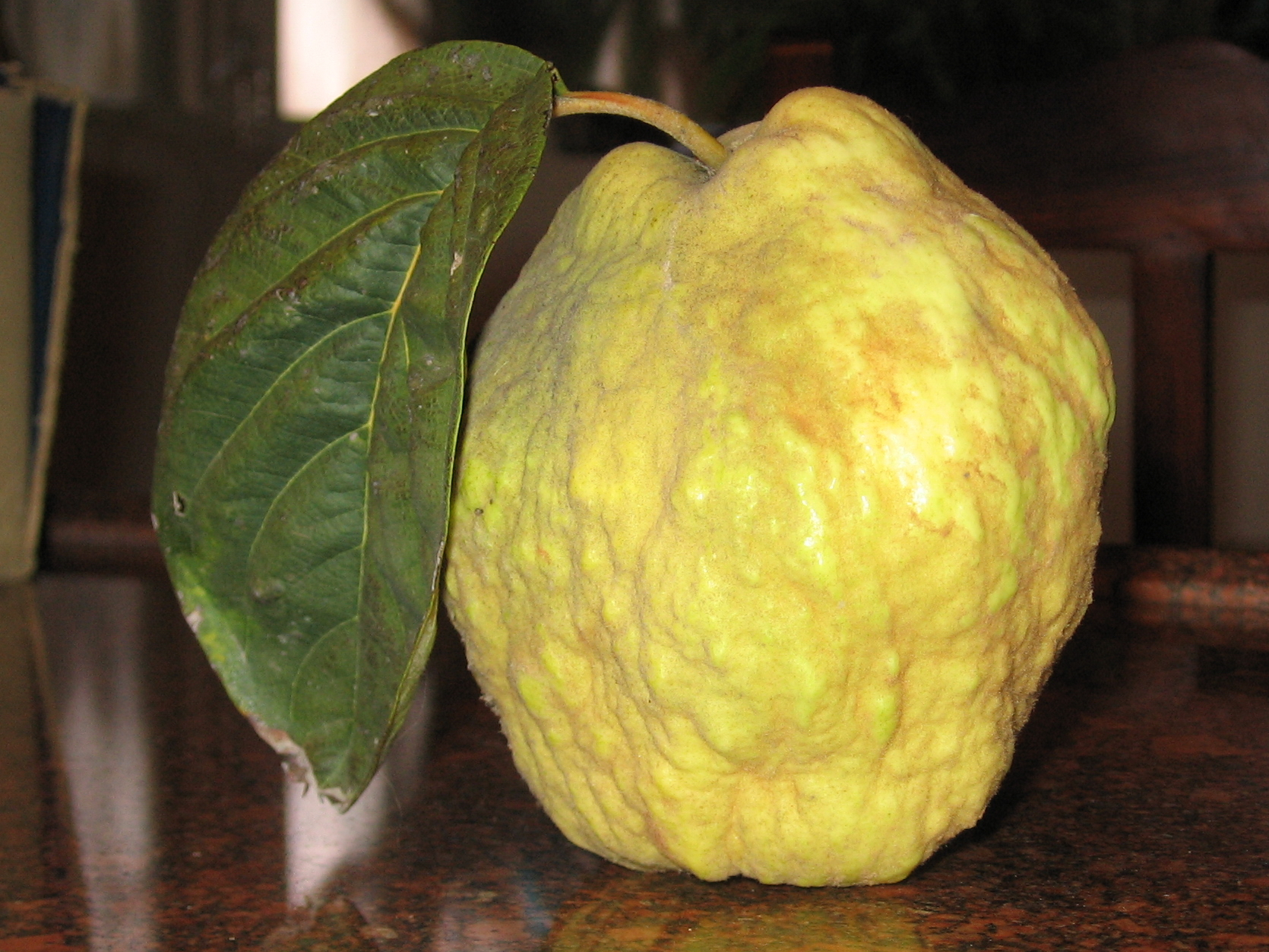
Quả mộc qua